# 30. březen
30. březen je 89. den roku podle gregoriánského kalendáře (90. v přestupném roce). Do konce roku zbývá 276 dní. Svátek má Arnošt.

## Události

### Česko

Vlajka Československa v letech 1920–1939 a 1945–1992

- 1897 – Protistátoprávní prohlášení, reakce českých sociálnědemokratických poslanců při vstupu do říšské rady na obvyklé státoprávní ohrazení českých liberálních poslanců, zavrhovalo státní právo jako cíl národního usilování a na jeho místo postavilo socialismus.
- 1920 – Československé národní shromáždění schválilo zákonem č. 252 definitivní podobu československé vlajky.
- 1926 – První rozhlasový přenos koncertu z pražského Radiopaláce
- 1968 – Generál Ludvík Svoboda byl zákonodárnými orgány zvolen prezidentem ČSSR.
- 1969 – Poslední vysílání populární rozhlasové hitparády Dvanáct na houpačce Jiřího Černého. Do hlasování zařazená píseň Běž domů, Ivane byla posledním hřebíčkem do rakve
- 1973 – Byla vyhlášena CHKO Beskydy.
- 2004 – Do výkonu základní vojenské služby v Armádě České republiky narukovali poslední branci. Jejich propuštěním do civilu 21. 12. přestala všeobecná branná povinnost v České republice platit.

### Svět

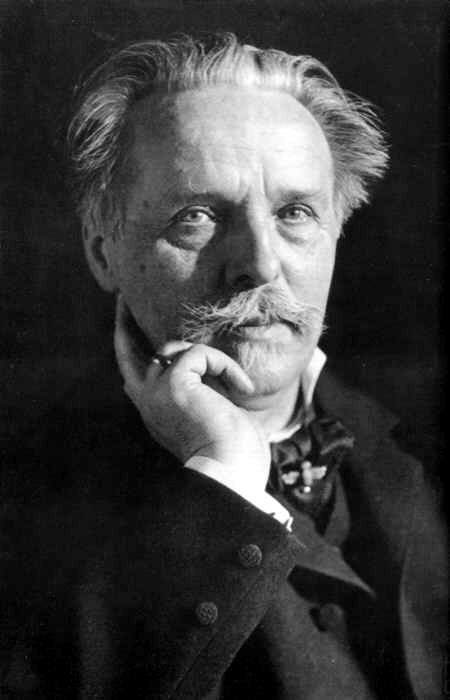
Karl May († 1912)

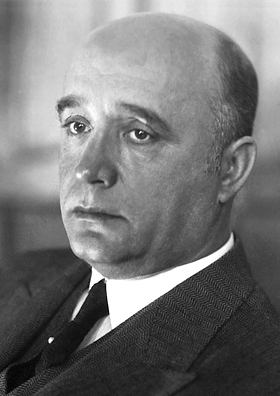
Friedrich Bergius († 1949)

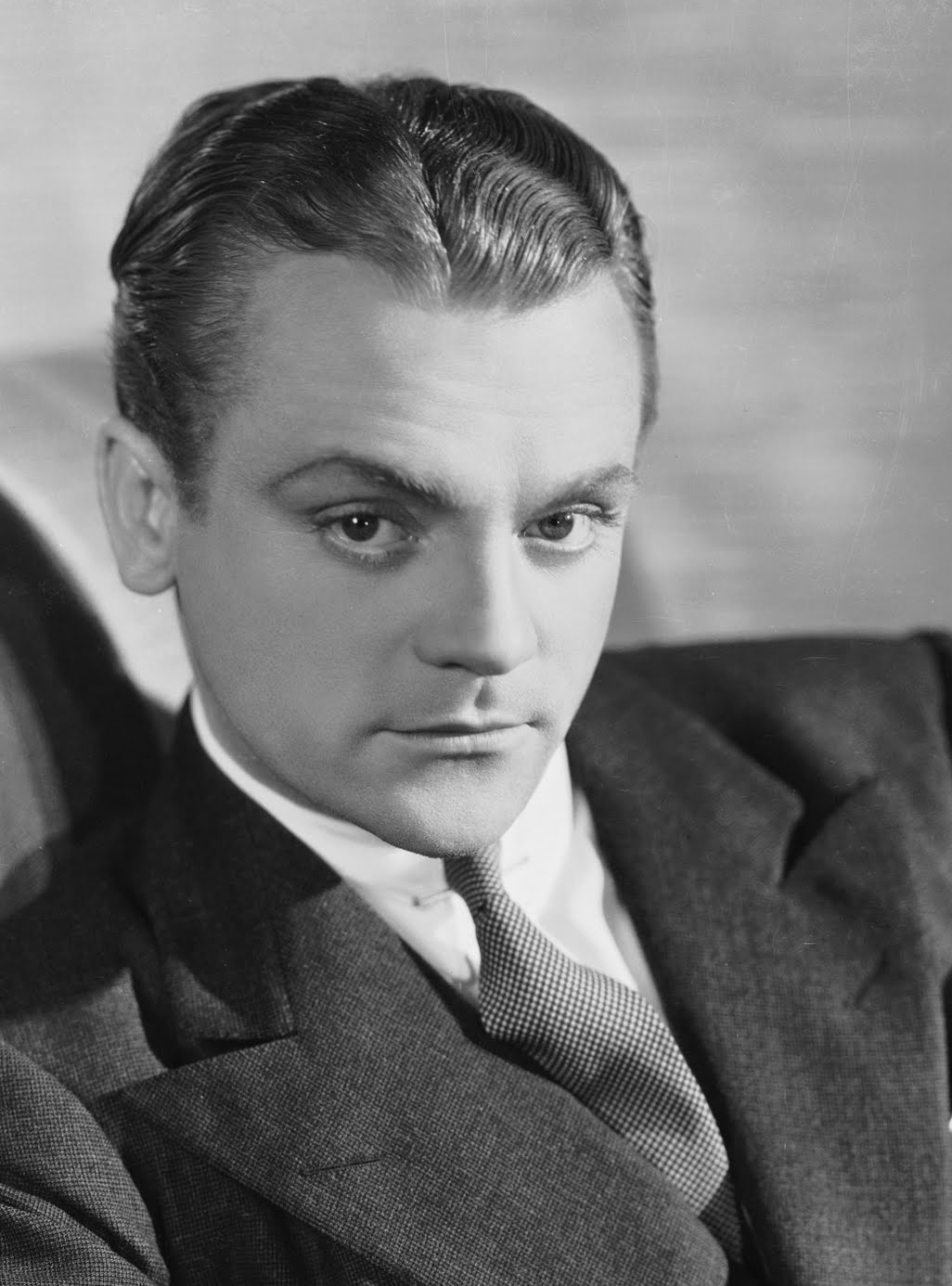
James Cagney († 1986)

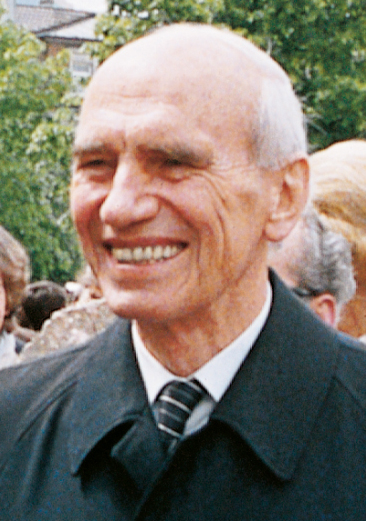
Rudolf Kirchschläger († 2000)

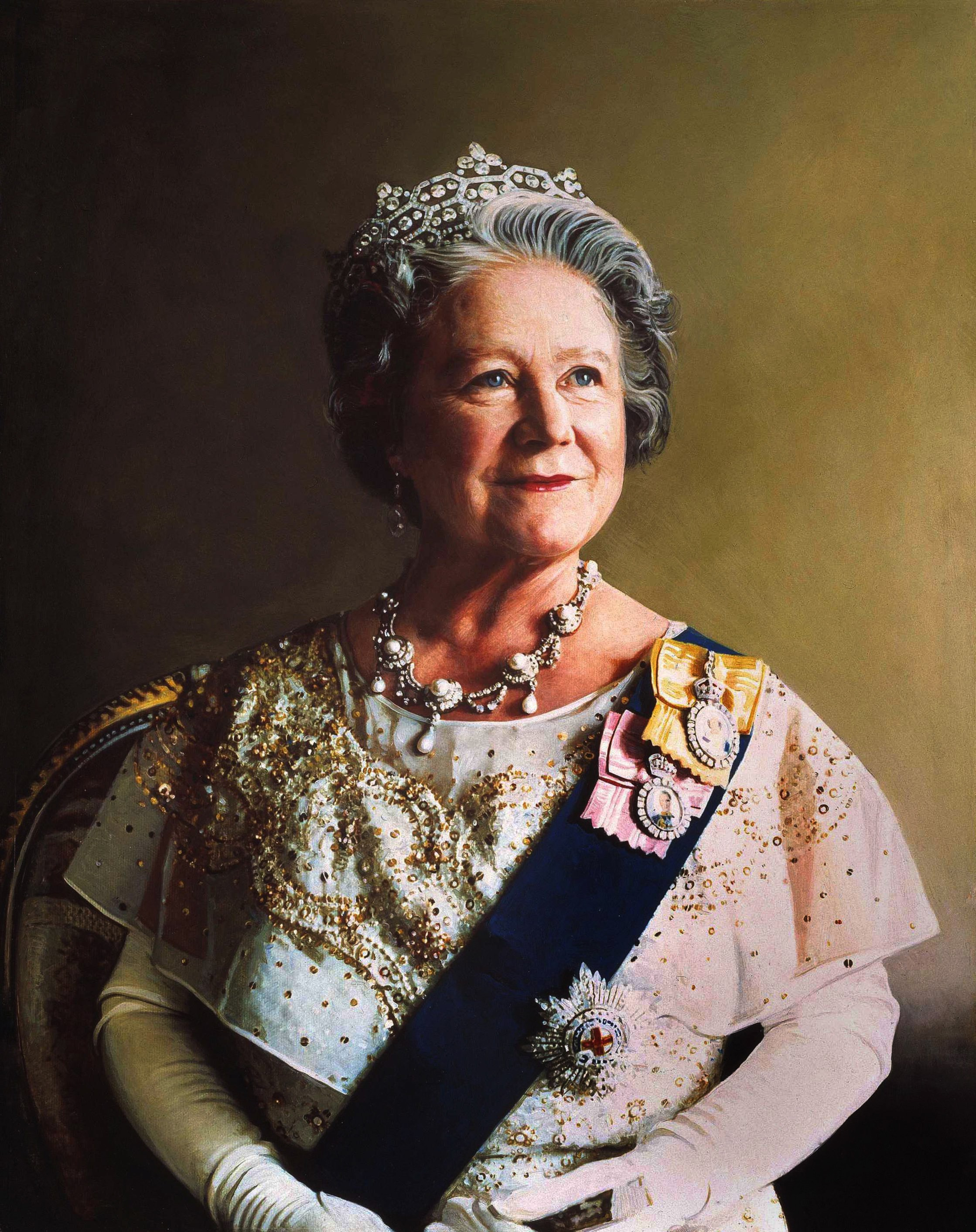
Alžběta, královna matka († 2002)

- 1822 – Stát Florida se stal samostatným teritoriem USA.
- 1842 – Crawford Long poprvé použil anestézii při operaci pacienta.
- 1856 – Byla podepsána Pařížská smlouva o ukončení krymské války.
- 1863 – Dánský princ Kristián Vilém nastoupil na řecký trůn jako Jiří I.
- 1867 – Aljašku koupili USA od Ruského impéria za 7,2 milionu dolarů (4,19 dolaru/km²).
- 1900 – Francouzský parlament schválil zákon o omezení práce žen a dětí.
- 1944 – Britské letectví zahájilo nálet na Norimberk.
- 1945 – Druhá světová válka, východní fronta: polské a sovětské jednotky dobyly Gdaňsk.
- 1954 – V Torontu byl zahájen provoz metra. Stavba trvala pět let.
- 1965 – Během války ve Vietnamu explodovala automobilová bomba před velvyslanectvím Spojených států v Saigonu. Bylo zabito 22 lidí a 183 lidí bylo zraněno.
- 1971 – Založena společnost Starbucks Coffee Company.
- 1979 – Britský politik Airey Neave byl zabit automobilovou bombou před Westminsterským palácem v Londýně. K atentátu se přihlásila Irská republikánská armáda.
- 1981 – Prezident USA Ronald Reagan byl střelen do hrudi před hotelem ve Washingtonu atentátníkem Johnem Hinckleym mladším.
- 1983 – V Řecku byl uzákoněn pětidenní pracovní týden a osmihodinový pracovní den.
- 1988 – v Budapešti studenti a mladí intelektuálové založili Svaz mladých demokratů, dnes známý jako Fidesz.
- 2006 – Marcos Pontes se stal prvním brazilským astronautem.
- 2010 – Na Velkém hadronovém urychlovači v CERNu začíná výzkumný provoz srážkou protonů o energii 7 TeV.
- 2019 – V druhém kole prezidentských voleb na Slovensku zvítězila Zuzana Čaputová se ziskem 58,4 % hlasů při volební účasti 41,79 %.

## Narození

### Česko
- 1802

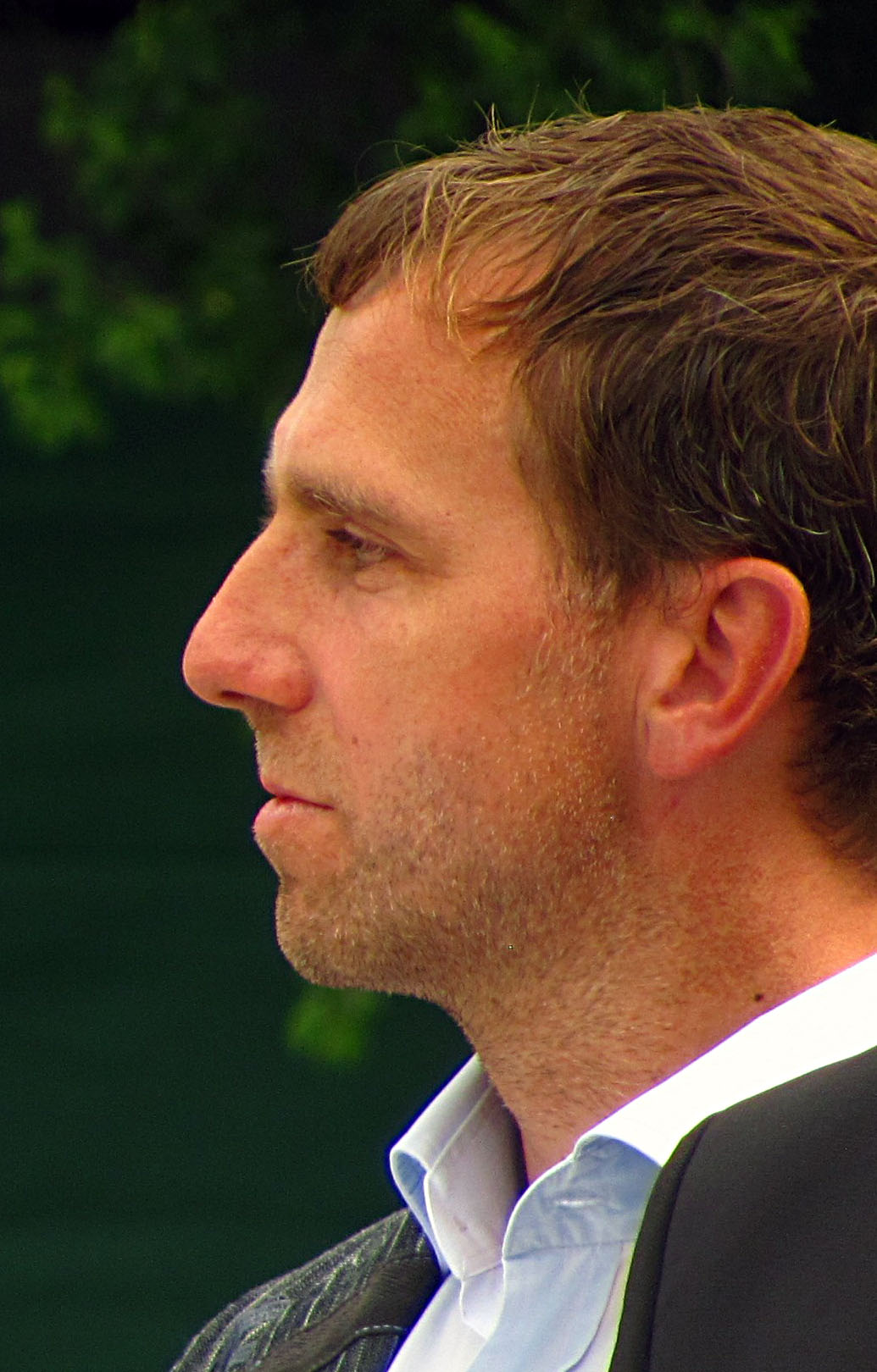
Karel Poborský (* 1972)

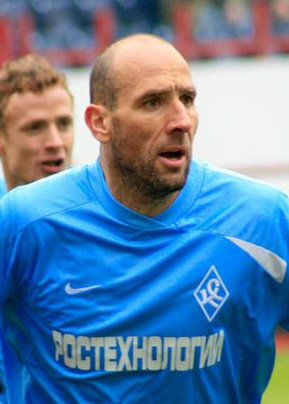
Jan Koller (* 1973)

  - Rudolf kníže Kinský, šlechtic, vlastenec a diplomat († 27. ledna 1836)
  - Josef Kačer, evangelický kazatel a básník († 25. ledna 1871)
- 1836 – František Pošepný, geolog († 27. března 1895)
- 1841 – Josef Schreyer, český ekonom, průkopník kampeliček († 22. října 1923)
- 1844 – Philipp Terč, česko-německý lékař, zakladatel apiterapie († 1917)
- 1868 – František Cajthaml, spisovatel a dělnický aktivista († 3. května 1936)
- 1869
  - Josef Omáčka, varhaník a hudební skladatel († 20. října 1939)
  - Aleš Hrdlička, antropolog a lékař († 5. září 1943)
- 1876 – Jan Václav Novák, hudební skladatel a klarinetista († 5. února 1939)
- 1881 – Josef Čada, mistr světa v gymnastice a olympionik († 1. prosince 1959)
- 1882 – Bohuslav Vrbenský, český stomatolog, novinář, politik, ministr a poslanec († 25. listopadu 1944)
- 1895 – Kamil Henner, zakladatel moderní neurologie († 27. srpna 1967)
- 1899 – Ludvík Hofta, československý reprezentační hokejový útočník († 24. srpna 1974)
- 1900 – Vladimír Štědroň, český právník, klavírista, varhaník, violista, dirigent, hudební skladatel a pedagog († 12. prosince 1982)
- 1904 – Josef Heyduk, spisovatel a překladatel († 29. ledna 1994)
- 1905 – Jaroslav Anděl, právník a antikomunista († 8. července 2005)
- 1919 – Jiří Tywoniak, archivář a historik († 31. července 1995)
- 1922 – Drahomír Dvořák, ministr plánování České socialistické republiky
- 1924 – Jaroslav Pleskot, český literární historik a kritik († 23. září 2009)
- 1929 – Věroslav Mertl, český spisovatel († 20. května 2013)
- 1931 – Olga Krijtová, filoložka, pedagožka a překladatelka z nizozemštiny († 7. listopadu 2013)
- 1934 – Jan Schneider, český textař, básník, dramatik, scenárista, novinář († 1. prosince 2014)
- 1938 – Milan Tesař, český kytarista, hudební skladatel a pedagog
- 1939
  - Jiří Hrzán, český herec, zpěvák a bavič († 24. září 1980)
  - František Procházka, botanik († 26. září 2005)
  - Radkin Honzák, psychiatr
- 1942 – Josef Kroutvor, esejista, historik umění, básník a prozaik
- 1943 – Josef Krofta, režisér loutkového divadla a vysokoškolský pedagog († 18. března 2015)
- 1946 – Kateřina Burianová, herečka a básnířka
- 1949 – Stanislav Bogunia, český klavírista, dirigent, sbormistr a hudební pedagog
- 1965 – Karel Nováček, český tenista
- 1968 – Michaela Jílková, novinářka a moderátorka
- 1972 – Karel Poborský, fotbalista
- 1973
  - Jan Koller, fotbalista
  - Pavlína Baburková, modelka a místní politička, Miss Československo 1992
- 1977 – Marek Melenovský, hokejista
- 1979 – Ivana Večeřová, basketbalistka
- 1981 – Tomáš Houdek, hokejista
- 1982 – Jiří Lipták, sportovní střelec, olympijský vítěz
- 1990 – Michal Březina, krasobruslař
- 2000 – Tereza Hodanová, bloggerka a youtuberka

### Svět

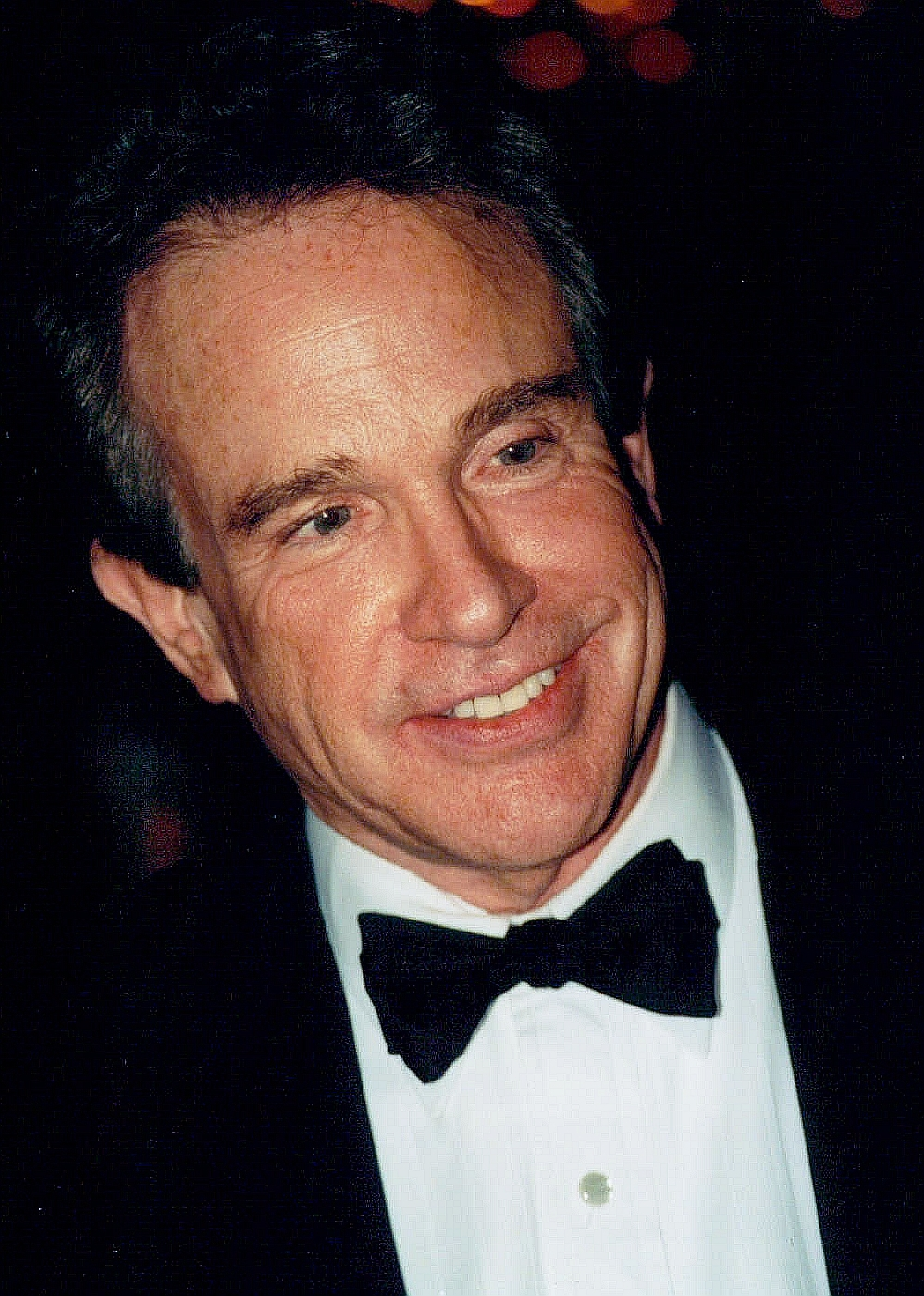
Warren Beatty (* 1937)

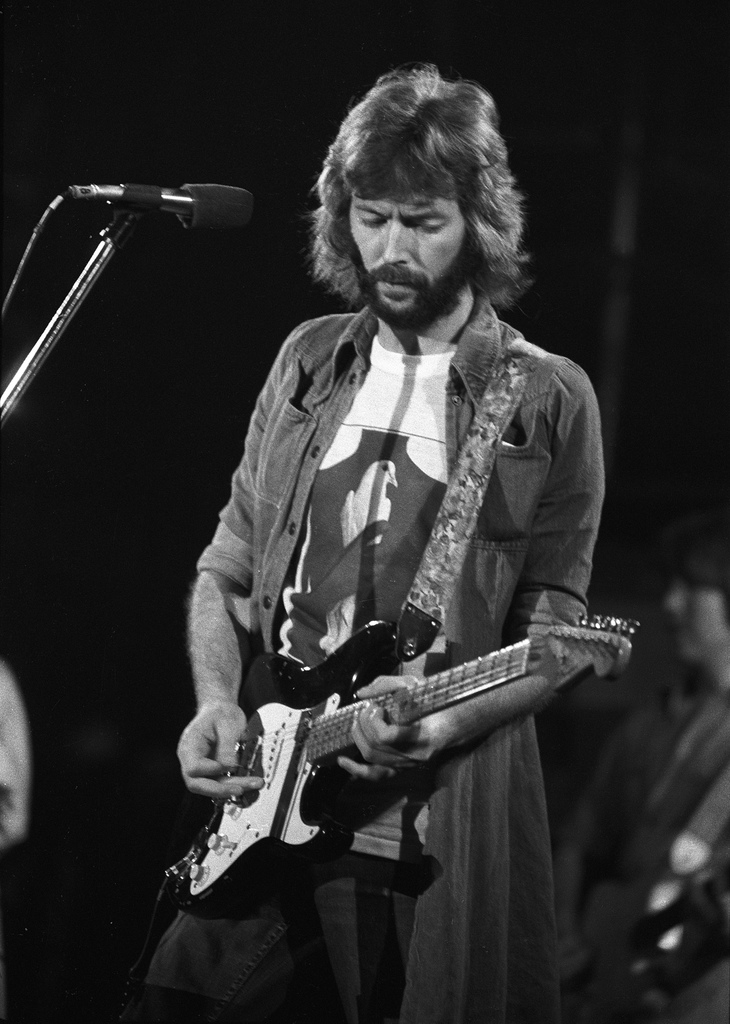
Eric Clapton (* 1945)

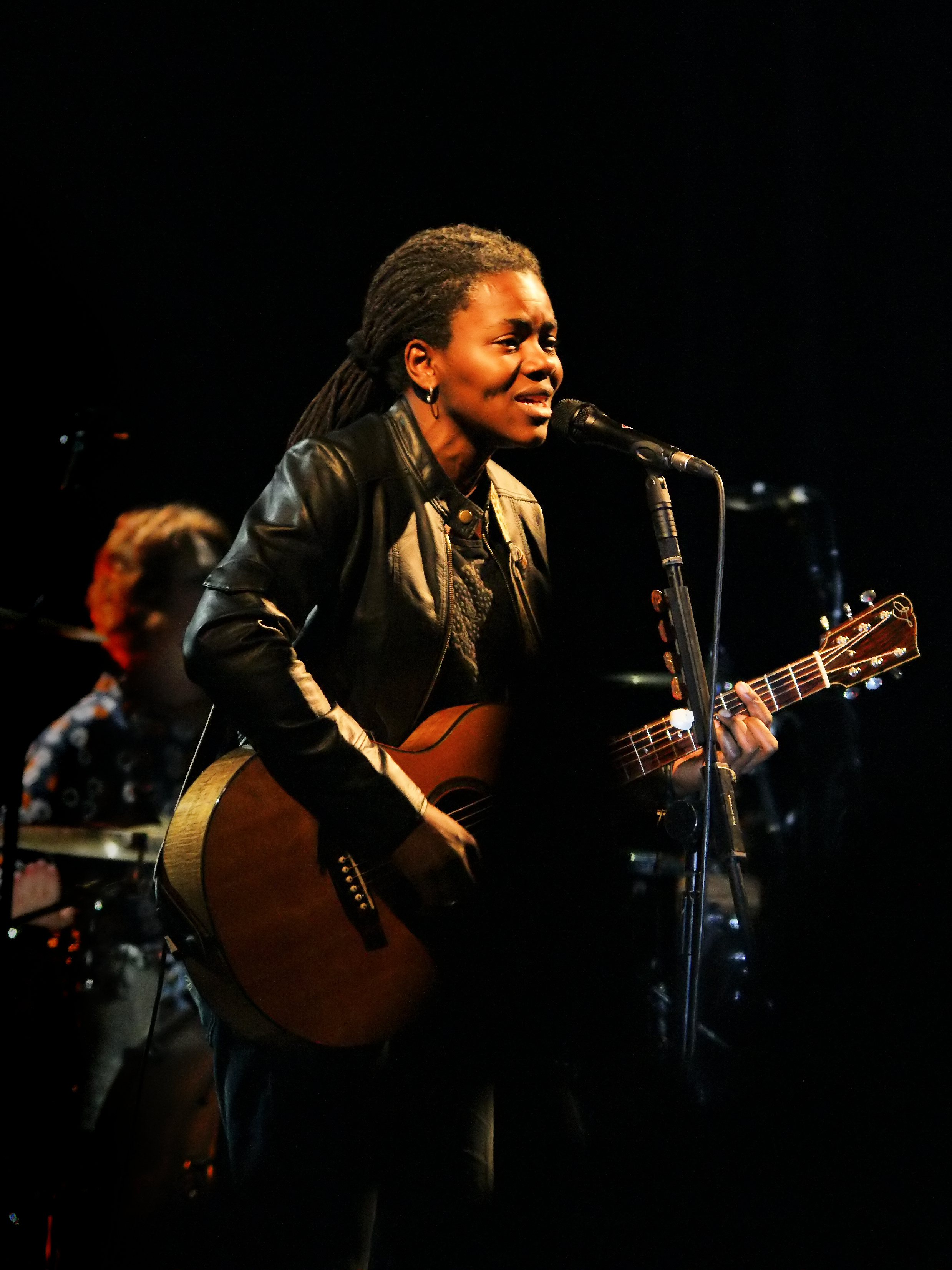
Tracy Chapman (* 1964)

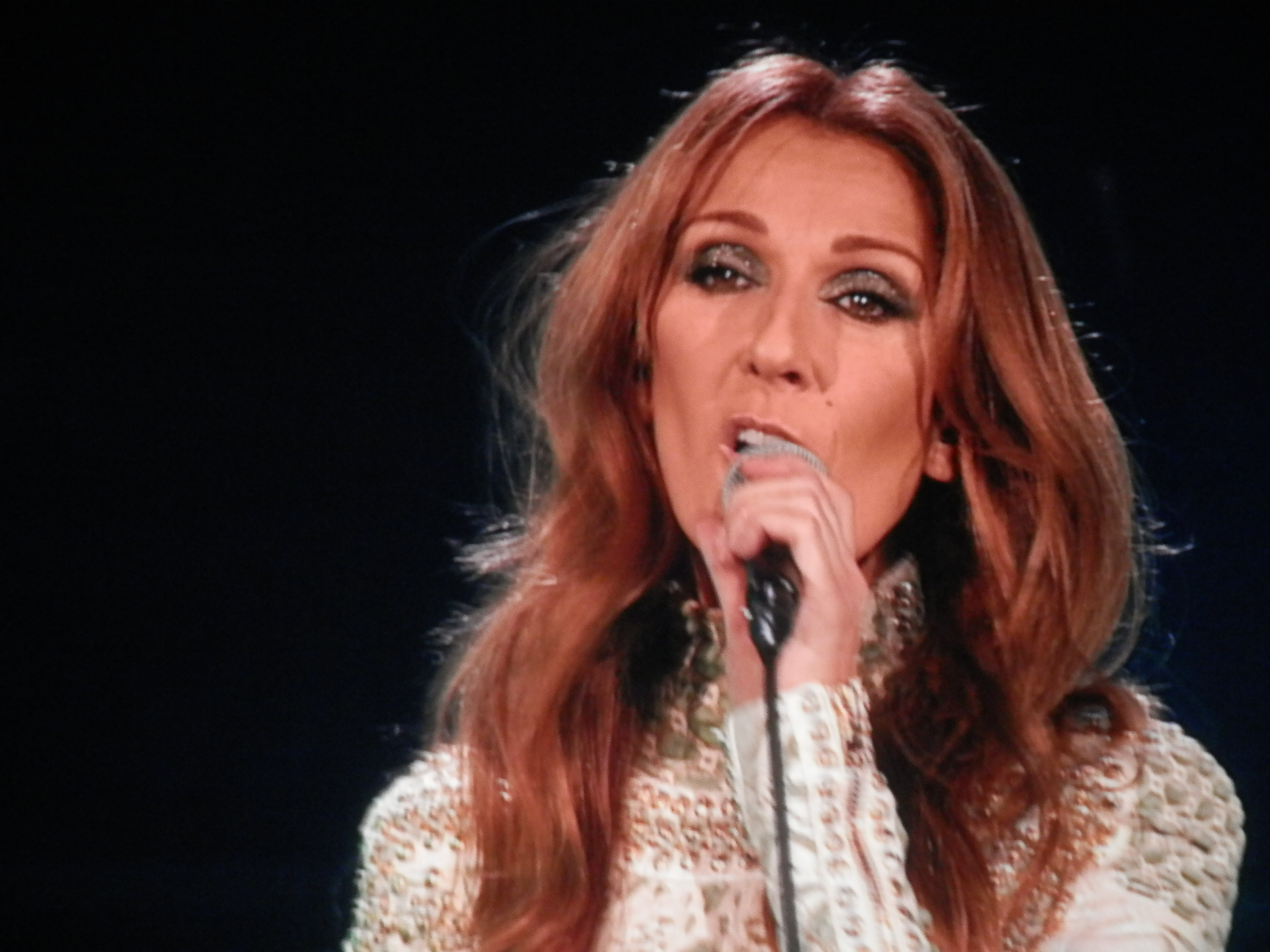
Céline Dion (* 1968)

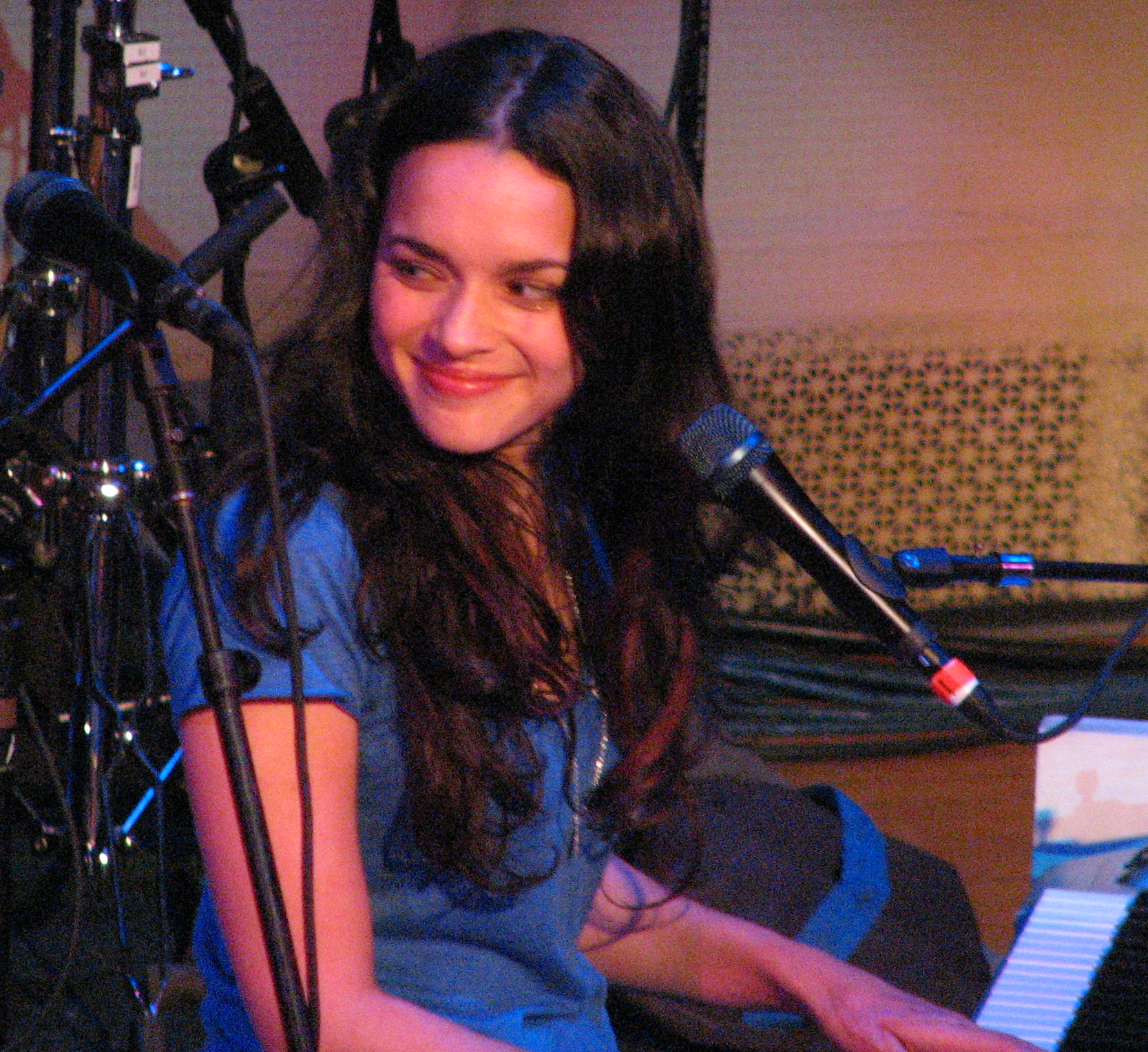
Norah Jones (* 1979)

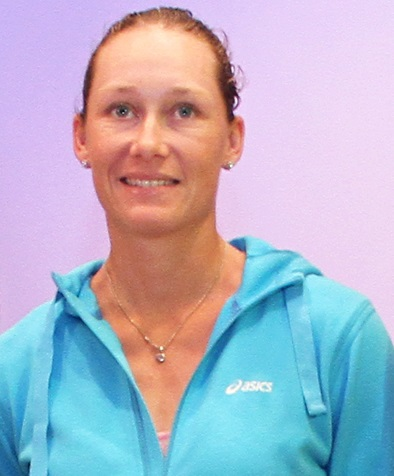
Samantha Stosurová (* 1984)

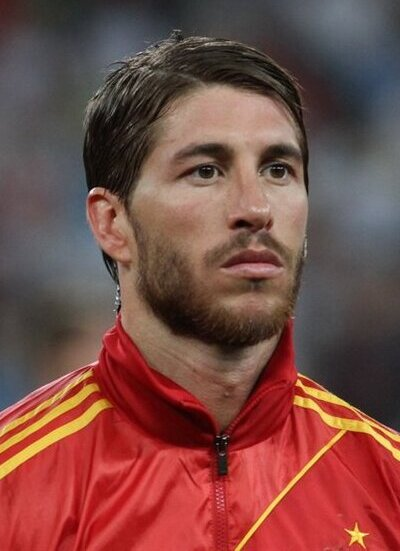
Sergio Ramos (* 1986)

- 1135 – Maimonides, rabín, židovský filosof a lékař, jedna z největších postav středověké židovské filosofie († 13. prosince 1204)
- 1326 – Ivan II. Ivanovič, kníže moskevský a veliký kníže vladimirský z dynastie Rurikovců († 13. října 1359)
- 1432 – Mehmed II., turecký sultán z dynastie Osmanů († 3. května 1481)
- 1633 – Miron Costin, moldavský kronikář, politik a básník († prosinec 1691)
- 1727 – Tommaso Traetta, italský hudební skladatel († 6. dubna 1779)
- 1739 – Marie Josefa Bavorská, císařovna Svaté říše římské († 28. května 1767)
- 1743 – Didak Josef z Cádizu, španělský kněz, kazatel a spisovatel, blahoslavený († 24. března 1801)
- 1746 – Francisco Goya, španělský malíř († 16. dubna 1828)
- 1757 – Jean-François Pilâtre de Rozier, francouzský fyzik a průkopník letectví († 15. května 1785)
- 1775 – Hieronymus von Colloredo-Mansfeld, rakouský polní zbrojmistr († 23. července 1822)
- 1776 – Vasilij Andrejevič Tropinin, ruský malíř († 15. května 1857)
- 1799 – August Tholuck, německý protestantský teolog († 10. června 1877)
- 1804 – Salomon Sulzer, rakouský synagogální předzpěvák a skladatel († 17. ledna 1890)
- 1805 – Ferdinand Johann Wiedemann, německo-švédský lingvista († 29. prosince 1887)
- 1807 – Henrik Rung, dánský hudební skladatel († 21. prosince 1871)
- 1811 – Robert Wilhelm Bunsen, německý chemik († 16. srpna 1899)
- 1818 – Friedrich Wilhelm Raiffeisen, propagátor rolnických úvěrových družstev v Bavorsku († 11. března 1888)
- 1820 – Andrej Sládkovič, slovenský básník († 20. dubna 1872)
- 1833 – Charles Horton Peck, americký mykolog († 1917)
- 1840 – Charles Booth, anglický filantrop a sociolog († 23. listopadu 1916)
- 1843 – Konstantin Michajlovič Staňukovič, ruský spisovatel († 20. května 1903)
- 1844 – Paul Verlaine, francouzský básník († 8. ledna 1896)
- 1853 – Vincent van Gogh, nizozemský malíř a jeden ze zakladatelů expresionismu († 29. července 1890)
- 1857
  - Gabriela Zapolska, polská dramatička, spisovatelka a publicistka († 17. prosince 1921)
  - Leon Charles Thevenin, francouzský inženýr, konstruktér telegrafu († 21. září 1926)
- 1862 – Victorin-Hippolyte Jasset, francouzský režisér, scenárista a výtvarník († 22. června 1913)
- 1864 – Franz Oppenheimer, německý sociolog († 30. září 1943)
- 1868 – Koloman Moser, rakouský designér a malíř († 18. října 1918)
- 1878 – Harold Cazneaux, australský fotograf († 19. června 1953)
- 1880 – Walter Short, velitel posádky v Pearl Harboru († 9. března 1949)
- 1882 – Melanie Kleinová, rakouská psychoanalytička († 22. září 1960)
- 1892
  - Stefan Banach, polský matematik († 31. srpna 1945)
  - Johannes Pääsuke, estonský fotograf a filmař († 8. ledna 1918)
  - Erwin Panofsky, německý historik umění († 14. března 1968)
  - Cyril Weidenborner, americký reprezentační hokejový brankář († 26. listopadu 1983)
- 1894
  - Thomas Green, britský chodec, olympijský vítěz v chůzi na 50 km z roku 1932 († 29. března 1975)
  - Sergej Vladimirovič Iljušin, ruský letecký konstruktér († 9. února 1977)
- 1895 – Jean Giono, francouzský spisovatel († 9. října 1970)
- 1909 – Ernst Gombrich, britský teoretik a historik umění († 3. listopadu 2001)
- 1910 – Jozef Marcinkiewicz, polský matematik († 1940)
- 1911 – Ekrem Akurgal, turecký klasický archeolog († 1. listopadu 2002)
- 1913 – Frankie Laine, americký zpěvák a herec († 6. července 2007)
- 1914 – Sonny Boy Williamson I, americký bluesový zpěvák († 1. června 1948)
- 1915
  - Francisco Sabaté Llopart, katalánský anarchista († 5. ledna 1960)
  - Arsenio Erico, paraguayský fotbalista († 23. července 1977)
- 1921 – Pavol Hnilica, slovenský římskokatolický biskup († 8. října 2006)
- 1922
  - Oto Fusán, slovenský geolog a geofyzik († 30. července 2019)
  - Virgilio Noe, italský kardinál († 24. července 2011)
- 1923 – Milton Acorn, kanadský básník a novinář (†20. srpna 1986)
- 1926
  - Vojtech Mihálik, slovenský básník, překladatel, publicista a politik († 3. listopadu 2001)
  - Ingvar Kamprad, švédský podnikatel a zakladatel obchodního řetězce IKEA († 27. ledna 2018)
- 1928 – Tom Sharpe, britský spisovatel († 6. června 2013)
- 1929 – Ilja Pjatěckij-Šapiro, rusko-izraelský matematik († 21. února 2009)
- 1930 – Zdeněk Kučera, český teolog († 15. června 2019)
- 1933 – Jean-Claude Brialy, francouzský herec, režisér, scenárista a spisovatel († 30. května 2007)
- 1934
  - Dic Jones, velšský básník († 18. srpna 2009)
  - Hans Hollein, rakouský designér a architekt († 24. dubna 2014)
- 1937
  - Warren Beatty, americký herec, producent, scenárista a režisér
  - Michel Modo, francouzský herec a scenárista († 24. září 2008)
- 1938 – Klaus Schwab, německý ekonom
- 1939 – Donald Adamson, britský historik a překladatel († 18. ledna 2024)
- 1940 – Uwe Timm, německý spisovatel
- 1941
  - Wolfgang Hofmann, německý zápasník – judista († 12. března 2020)
  - Wasim Sajjad, prezident Pákistánu
  - Lars Svensson, švédský ornitolog a autor ornitologických určovacích příruček
- 1945 – Eric Clapton, anglický zpěvák, kytarista a skladatel
- 1946 – Tony Hurt, novozélandský veslař, olympijský vítěz
- 1947 – Marilyn Crispell, americká klavíristka
- 1948 – Eddie Jordan, irský automobilový závodník a konstruktér († 20. března 2025)
- 1950 – Robbie Coltrane, skotský herec a komik († 14. října 2022)
- 1951 – Anton Tkáč, československý reprezentant v dráhové cyklistice, olympijský vítěz († 22. prosince 2022)
- 1952 – Karol Ondriaš, slovenský přírodovědec a komunistický politik
- 1956 – Mira Nábělková, slovenská jazykovědkyně
- 1957 – Paul Reiser, americký herec, spisovatel a muzikant
- 1959 – Martina Cole, anglická spisovatelka kriminálních románů
- 1960 – Bill Johnson, americký alpský lyžař, olympijský vítěz († 21. ledna 2016)
- 1962 – MC Hammer, americký zpěvák a rapper
- 1963 – Cachjagín Elbegdordž, bývalý prezident Mongolska
- 1964 – Tracy Chapman, americká zpěvačka a skladatelka
- 1966 – Joey Castillo, americký bubeník
- 1968
  - Céline Dion, kanadská populární zpěvačka
  - Guido Köstermeyer, německý sportovní lezec
- 1971 – Jamie Heward, kanadský hokejista
- 1972 – Mili Avital, izraelská herečka
- 1979
  - Thierry Gueorgiou, francouzský orientační běžec, 14násobný mistr světa v orientačním běhu
  - Norah Jones, americká pianistka, zpěvačka a skladatelka
  - Martijn Westerholt, nizozemský klávesista, skladatel a spoluzakladatel skupiny Delain
- 1981 – Sergej Mozjakin, ruský hokejista
- 1984
  - Mario Ančić, chorvatský tenista
  - Samantha Stosurová, australská tenistka
  - Helena Mattssonová, švédská herečka
- 1986 – Sergio Ramos, španělský fotbalista
- 1987 – Tomáš Majtán, slovenský fotbalista
- 1991 – NF, americký rapper
- 1995
  - Tao Geoghegan Hart, britský silniční cyklista
  - Simone Ashleyová, britská herečka
- 1998 – Santiago Carreras, argentinský ragbista
- 2001 – Anastasija Potapovová, ruská tenistka
- 2004 – Juraj Slafkovský, slovenský lední hokejista

## Úmrtí

### Česko
- 1738 – František Antonín Špork, český šlechtic, významný mecenáš umění (* 9. března 1662)
- 1798 – Jan Nepomuk Kaňka starší, právník a hudební skladatel (* 14. dubna 1744)
- 1883 – Edmund Hartig, Nejvyšší maršálek Království českého (* 2. listopadu 1812)
- 1890 – Martin Weinfurt, český učitel, spisovatel a redaktor (* 25. listopadu 1832)
- 1929 – Ignaz Hübner, československý politik (* 28. srpna 1855)
- 1944 – Maria Stona, německy píšící spisovatelka (* 1. prosince 1861)
- 1945 – Karel Moor, hudební skladatel a dirigent, (* 26. prosince 1873)
- 1947 – Vojtěch Bradáč, fotbalista (* 6. října 1913)
- 1951 – Jaroslav Prokeš, historik a archivář (* 11. ledna 1895)
- 1963 – Klaudius Madlmayr, architekt (* 22. října 1881)
- 1965 – Amálie Kutinová, spisovatelka (* 22. června 1898)
- 1982 – Karel Svoboda, divadelní režisér a herec (* 27. února 1912)
- 1985 – Václav Bartůněk, kněz, církevní a umělecký historik (* 26. června 1899)
- 1986 – Milan Munclinger, flétnista, dirigent, skladatel, muzikolog a hudební publicista (* 3. července 1923)
- 2001 – Eduard Pergner, textař a scenárista (umělecký pseudonym Boris Janíček), (* 1936)
- 2013 – Vladimír Vaclík, prezident Světové asociace betlémářů (* 10. ledna 1925)

### Svět
- 1202 – Jáchym z Fiore, italský mnich, spekulativní teolog, mystik (* 1135)
- 1225 – Gertruda z Dagsburgu, lotrinská vévodkyně a hraběnka ze Champagne (* 1204)
- 1398 – Ču Kang, čínský princ a vojevůdce (* 18. prosince 1358)
- 1707 – Sébastien Le Prestre de Vauban, vojenský stavitel (* 15. května 1633)
- 1762
  - Vincenzo Legrenzio Ciampi, italský hudební skladatel (* 2. dubna 1719)
  - Johann Georg Bergmüller, bavorský výtvarník (* 15. dubna 1688)
- 1764 – Pietro Locatelli, italský houslista a hudební skladatel (* 3. září 1695)
- 1774 – Karolína Falcko-Zweibrückenská, německá šlechtična (* 9. března 1721)
- 1787 – Anna Amálie Pruská, německá skladatelka (* 9. listopadu 1723)
- 1793 – Karl Gottlieb von Windisch, německý spisovatel (* 28. ledna 1725)
- 1796 – Augusta Vilemína Marie Hesensko-Darmstadtská, falcko-zweibrückenská vévodkyně (* 14. dubna 1765)
- 1798 – George Vancouver, britský mořeplavec (* 22. června 1757)
- 1806 – Georgiana Cavendish, anglická vévodkyně (* 7. června 1757)
- 1834 – Rudolf Ackermann, německý tiskař (* 29. dubna 1764)
- 1840 – George Brummell, anglický módní idol (* 7. června 1778)
- 1842 – Élisabeth Vigée-Lebrun, francouzská malířka (* 16. dubna 1755)
- 1849 – Ernst von Hügel, württemberský generál a ministr (* 26. března 1774)
- 1853 – Abigail Fillmoreová, manželka 13. prezidenta USA Millarda Fillmorea (* 13. března 1798)
- 1855
  - Marie Dorotea Württemberská, princezna württemberská a rakouská arcivévodkyně (* 1. listopadu 1797)
  - Šarlota Pruská, princezna sasko-meiningenská (* 21. června 1831)
- 1862 – Pavao Štoos, chorvatský básník (* 10. prosince 1806)
- 1863 – Auguste Bravais, francouzský přírodovědec (* 23. srpna 1811)
- 1865 – Alexander Duchnovič, rusínský národní buditel (* 24. dubna 1803)
- 1871 – Luisa Oranžsko-Nasavská, švédská a norská královna (* 5. srpna 1828)
- 1873 – William Brydon, britský chirurg (* 10. října 1811)
- 1876 – Antoine Jérôme Balard, francouzský chemik (* 1802)
- 1879 – Thomas Couture, francouzský malíř (* 21. prosince 1815)
- 1885 – Ludvík z Casorie, italský římskokatolický kněz, svatý (* 11. března 1814)
- 1888 – Augustus Mongredien, anglický ekonom a šachista (* 17. března 1807)
- 1889 – Marcus Reno, důstojník americké armády (* 15. listopadu 1834)
- 1890 – Emilie Bach, německá novinářka (* 2. července 1840)
- 1912 – Karel May, německý spisovatel (* 25. února 1842)
- 1925
  - Paul Sinner, německý fotograf (* 17. července 1838)
  - Rudolf Steiner, rakouský filozof (* 25. února 1861)
- 1926 – Narcisse Théophile Patouillard, francouzský mykolog (* 2. července 1854)
- 1927 – Sarah Ladd, americká fotografka (* 13. dubna 1857)
- 1934 – August von Ritt, předlitavský státní úředník a politik (* 26. srpna 1852)
- 1941
  - George Beauchamp, konstruktér hudebních nástrojů (* 18. března 1899)
  - Antonín Janoušek, český novinář a komunistický politik (* 1877)
- 1943 – Marie Restituta Kafková, rakouská řeholnice a mučednice českého původu (* 1. května 1894)
- 1949 – Friedrich Bergius, německý lékárník, nositel Nobelovy ceny (* 11. října 1884)
- 1950 – Léon Blum, bývalý francouzský předseda vlády a vůdčí osobnost Lidové fronty (* 9. dubna 1872)
- 1956 – Fritz Wolfgang London, americký fyzik (* 7. března 1900)
- 1959 – Daniil Andrejev, ruský spisovatel a mystik (* 2. listopadu 1906)
- 1965 – Philip Showalter Hench, americký lékař, nositel Nobelovy ceny za fyziologii a lékařství (* 28. února 1896)
- 1969 – Lucien Bianchi, belgický automobilový závodník (* 10. listopadu 1934)
- 1970 – Heinrich Brüning, německý říšský kancléř (* 26. listopadu 1885)
- 1973 – Yves Giraud-Cabantous, francouzský automobilový závodník (* 8. září 1904)
- 1978 – Larry Young, americký jazzový varhaník (* 7. října 1940)
- 1981
  - Douglas Lowe, britský olympijský vítěz v běhu na 800 metrů (* 7. srpna 1902)
  - Louis Kuehn, americký skokan a olympijský šampion 1920 (* 2. dubna 1901)
- 1983 – Lisette Modelová, americká fotografka (* 10. listopadu 1901)
- 1984 – Karl Rahner, německý teolog (* 5. března 1904)
- 1986
  - John Ciardi, americký básník (* 24. června 1916)
  - James Cagney, americký herec (* 17. července 1899)
- 1988
  - Edgar Faure, premiér Francie (* 18. srpna 1908)
  - John Clellon Holmes, americký spisovatel (* 12. března 1926)
- 1992 – Manolis Andronikos, řecký archeolog (* 23. října 1919)
- 2000 – Rudolf Kirchschläger, prezident Rakouska (* 20. března 1915)
- 2002 – Alžběta, královna matka, manželka Jiřího VI. (* 4. srpna 1900)
- 2003 – Michael Jeter, americký herec (* 26. srpna 1952)
- 2004 – Michael King, novozélandský dějepisec (* 15. prosince 1945)
- 2008 – Dith Pran, kambodžský novinář a reportážní fotograf (* 27. září 1942)
- 2011
  - Jorge Camacho, kubánský malíř (* 5. ledna 1934)
  - Ljudmila Gurčenková, ruská herečka (* 12. listopadu 1935)
- 2012 – Viktor Kosičkin, sovětský rychlobruslař, olympijský vítěz (* 25. února 1938)
- 2013
  - Phil Ramone, americký hudební producent, zvukový technik a hudební skladatel (* 5. ledna 1941)
  - Valerij Sergejevič Zolotuchin, ruský herec (* 21. června 1941)
- 2014 – Kate O'Mara, anglická herečka (* 10. srpna 1939)
- 2015
  - Robert Z'Dar, americký herec a filmový producent (* 3. června 1950)
  - Ingrid van Houten-Groeneveldová, nizozemská astronomka (* 1921)
- 2020
  - Manolis Glezos, řecký politik a publicista (* 7. září 1922)
  - Bill Withers, americký soulový zpěvák, kytarista a klavírista (* 4. července 1938)

## Svátky

### Česko
- Arnošt, Arnoštka, Arna, Arne, Ernst, Ernest
- Lutibor, Lutobor

### Svět
- Slovensko – Vieroslava
- Mezinárodní den nulového odpadu

## Pranostiky

### Česko
- O svatém Kvirinu už je teplo i ve stínu.
- O svatém Kvirinu je teplo i ve stínu.

| 30. březen v pražském KlementinuÚdaje jsou platné k 8. 7. 2025. | 30. březen v pražském KlementinuÚdaje jsou platné k 8. 7. 2025. | 30. březen v pražském KlementinuÚdaje jsou platné k 8. 7. 2025. |
| minimum                                                         | denní průměr                                                    | maximum                                                         |
| --------------------------------------------------------------- | --------------------------------------------------------------- | --------------------------------------------------------------- |
| −10,4 °C (1785)                                                 | 8,1 °C (od 1961)                                                | 22,8 °C (2024)                                                  |